# 森特鎮區 (愛荷華州錫達縣)
森特鎮區（英語：Center Township）是位於美國愛荷華州錫達縣的一個行政鎮區。

## 地方資料
根據2010年美國人口普查的數據，森特鎮區的面積為171.67平方千米，當中陸地面積為171.51平方千米，而水域面積為0.16平方千米。當地共有人口3945人，而人口密度為每平方千米22.98人。